# Лионг Кионг
Лионг Кионг (в'єт. Lương Cường; нар. 15 серпня 1957, В'єтчі, ДРВ) — в'єтнамський політик і державний діяч, президент В'єтнаму з 21 жовтня 2024 року. 

## Біографія
Народився 15 серпня 1957 року в місті В'єтчі провінції Футхо.
У 2021 році став членом Політбюро та Центрального комітету Комуністичної партії В'єтнаму. З 2011 по 2016 рік обіймав посаду заступника начальника Головного політичного управління Народної армії В'єтнаму, а в 2019 році був підвищений до генерала.
16 травня 2024 року Лионг Кионг був призначений на посаду постійного члена Секретаріату, п'яту за значимістю посаду в політичній системі В'єтнаму. 21 жовтня 2024 року він був обраний президентом В'єтнаму, змінивши на цій посаді генерального секретаря То Лама.